# Phalangosoma coriaceum
Phalangosoma coriaceum är en skalbaggsart som beskrevs av Louis Burgeon 1946. Phalangosoma coriaceum ingår i släktet Phalangosoma och familjen Melolonthidae. Inga underarter finns listade i Catalogue of Life.